# Bullet (Vaud)
Bullet es una comuna suiza del cantón de Vaud, situada en el distrito de Jura-Nord vaudois. Limita al norte con las comunas de Fiez y Fontaines-sur-Grandson, al este con Grandevent, al sur con Novalles, Vugelles-La Mothe y Vuiteboeuf, y al oeste con Sainte-Croix.
La comuna hizo parte hasta el 31 de diciembre de 2007 del distrito de Grandson, círculo de Sainte-Croix.